# Chusclan
Chusclan ist eine französische Gemeinde mit 975 Einwohnern (Stand: 1. Januar 2022) im Département Gard der Region Okzitanien. Die Gemeinde gehört zum Arrondissement Nîmes und zum Kanton Bagnols-sur-Cèze.

## Geografie
Chusclan liegt etwa zehn Kilometer westlich von Orange. Die Rhône begrenzt die Gemeinde im Osten. Zwischen Chusclan und der Rhône liegt das Kernkraftwerk Marcoule. Umgeben wird Chusclan von den Nachbargemeinden Vénéjan im Norden, Saint-Étienne-des-Sorts im Norden und Nordosten, Piolenc im Osten, Caderousse im Südosten, Codolet im Süden und Südosten, Orsan im Süden und Südwesten sowie Bagnols-sur-Cèze im Westen.
Hier werden Weine der Appellation Côtes du Rhône produziert.

## Bevölkerungsentwicklung
| Jahr                      | 1962 | 1968 | 1975 | 1982 | 1990 | 1999 | 2006 | 2013 |
| Einwohner                 | 576  | 616  | 668  | 809  | 941  | 908  | 959  | 994  |
| Quelle: Cassini und INSEE |      |      |      |      |      |      |      |      |

## Sehenswürdigkeiten
- Kirche Saint-Julien-et-Saint-Emétery, frühere Priorei, Kirche aus dem 10. Jahrhundert
- Kapelle Sainte-Madeleine, romanischer Kirchbau aus dem 11. Jahrhundert
- Burg Gicon

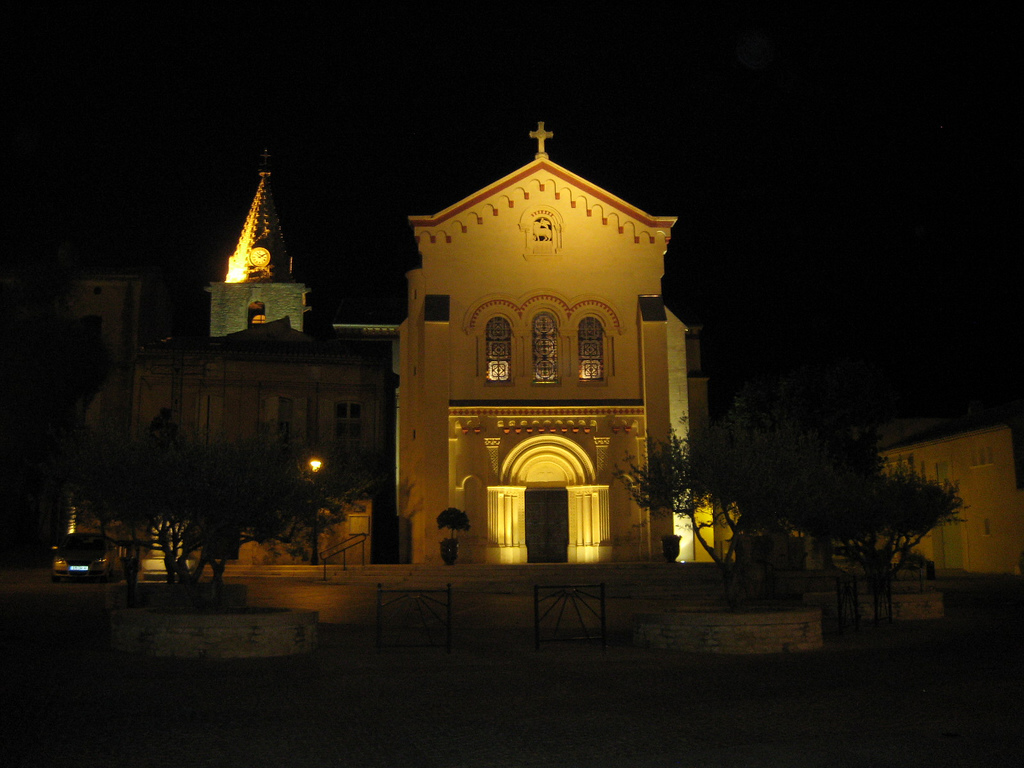
Kirche Saint-Julien-et-Saint-Emétery
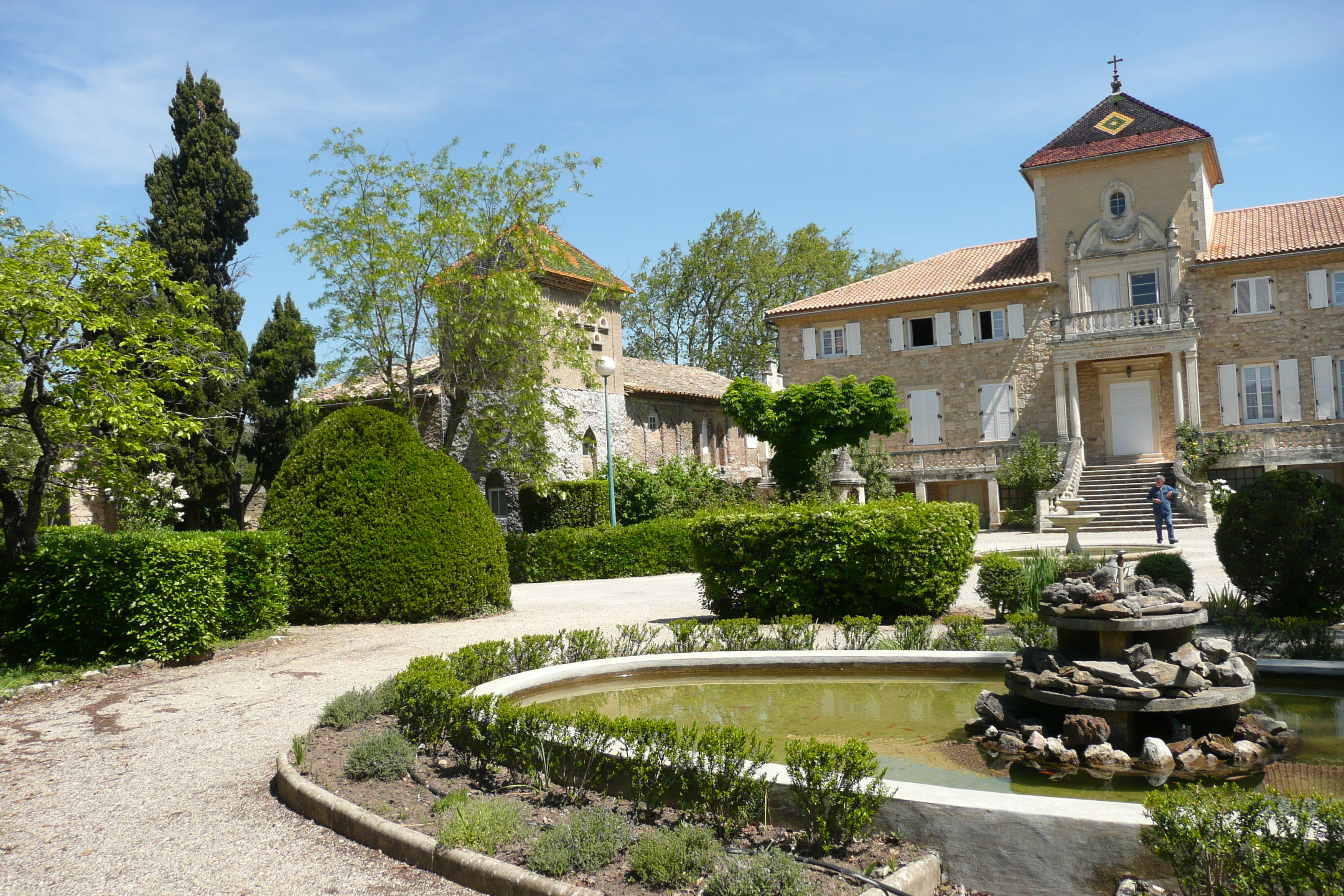
Konvent
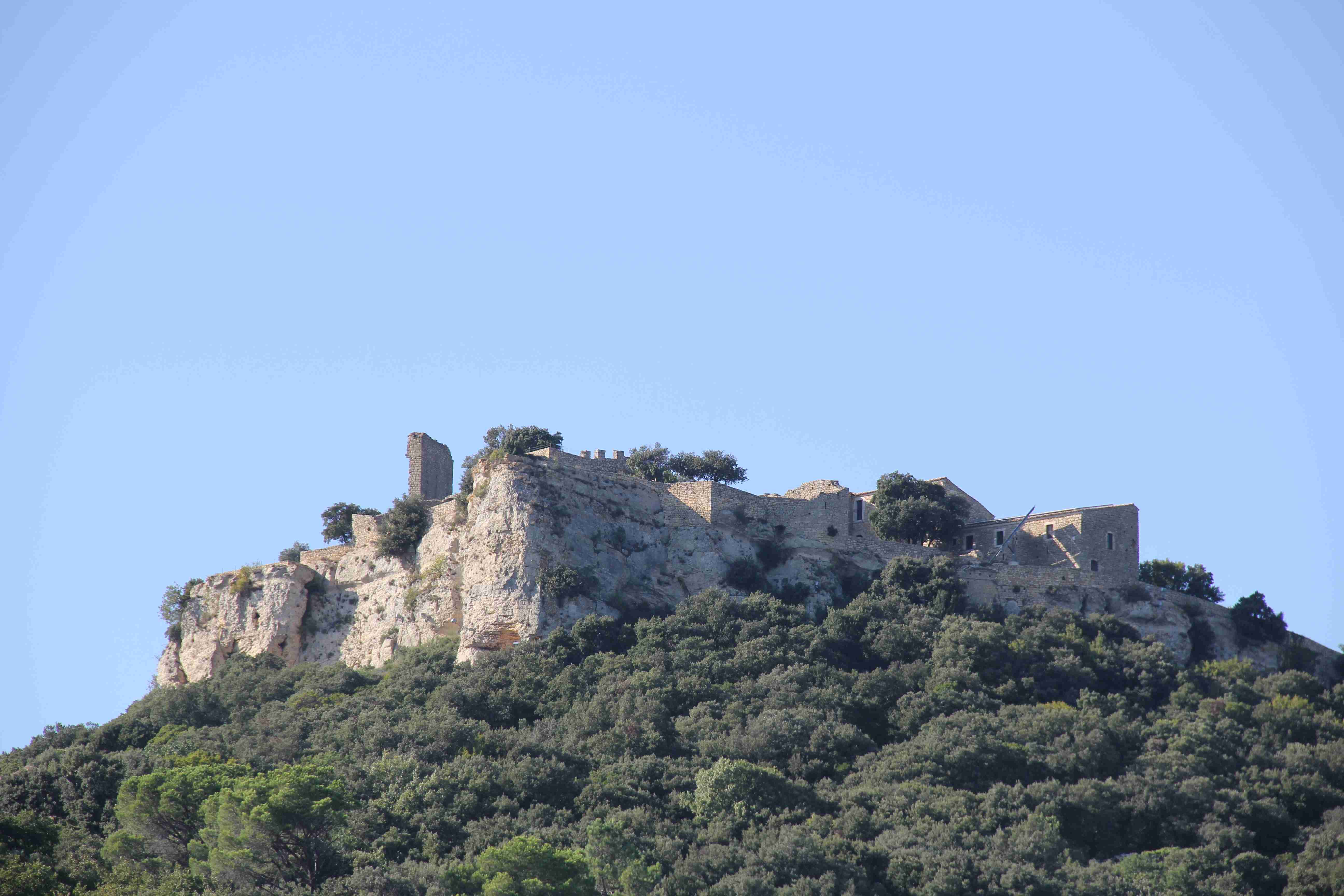
Burg Gicon

## Persönlichkeiten
- Alexis-Basile-Alexandre Menjaud (1791–1861), Bischof von Nancy und Erzbischof von Bourges